# قشلاق كارة (غرمخان)
قشلاق کارة (بالفارسية: قشلاق کاره) هي قرية تقع في إيران في قسم غرمخان الريفي. يقدر عدد سكانها بـ 231 نسمة بحسب إحصاء 2016.